# Suniops willemoesi
Suniops willemoesi là một loài bọ cánh cứng trong họ Attelabidae. Loài này được Baer miêu tả khoa học năm 1886.